# Yottabit
Um Yottabit é um múltiplo da unidade bit para armazenamento de informações ou dados de computadores. Normalmente ele é abreviado por Yb ou Ybit. O prefixo yotta (símbolo Y) é definida no Sistema Internacional de Unidades (SI) como um multiplicador de 1024. Assim, define-se que:
1 yottabit = 1024bits = 1.000.000.000.000.000.000.000.000 de bits = 1000 zettabits.
O yottabit está intimamente relacionada com o yobibit, um múltiplo da unidade derivada do yobi prefixo binário da mesma ordem de grandeza, que é igual a 280bits = 1208925819614629174706176bits, ou aproximadamente 21% maior do que o yottabit.

## Relações
Base 10:
exabit << zettabit << yottabit
Base 2:
exbibit << zebibit << yobibit